# Arild

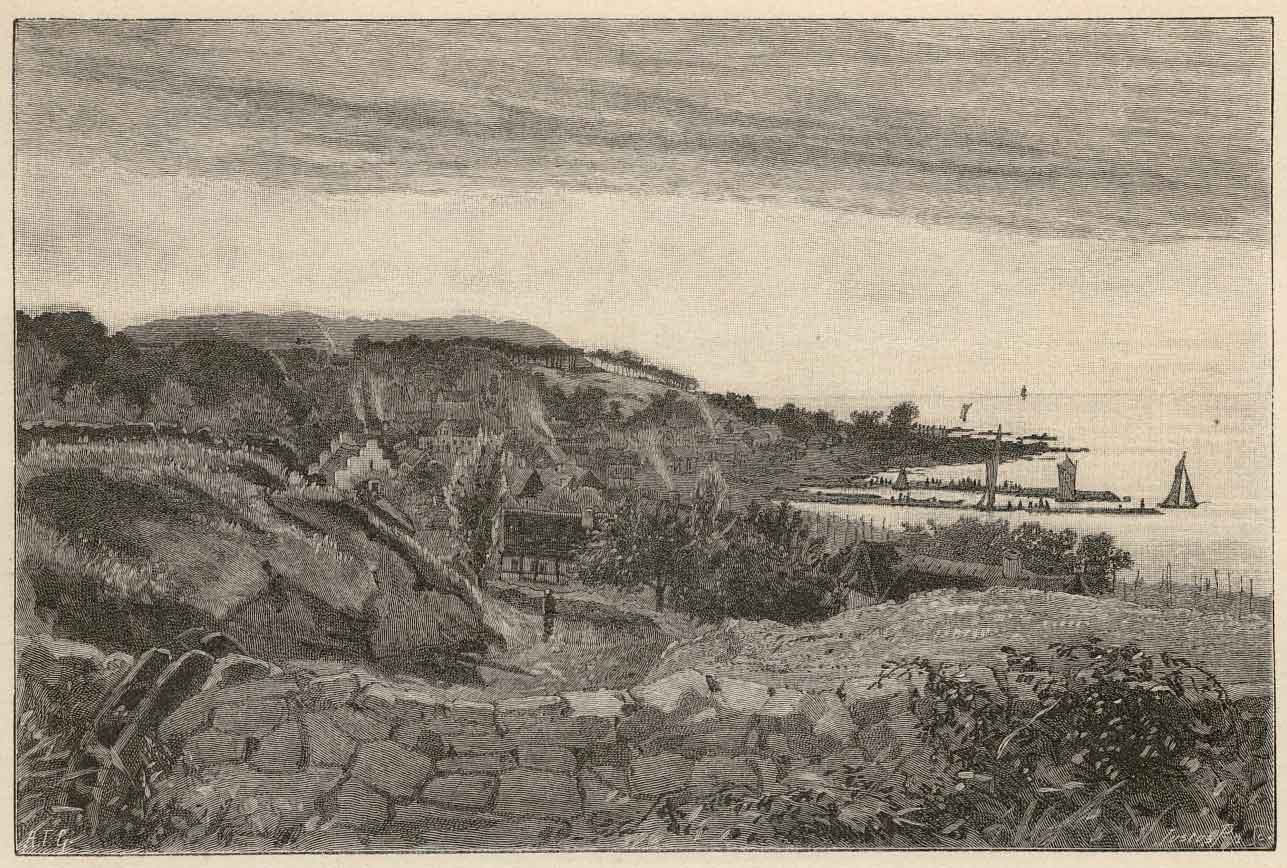
Arild på xylografi 1888 efter tavla av Albert Theodor Gellerstedt.

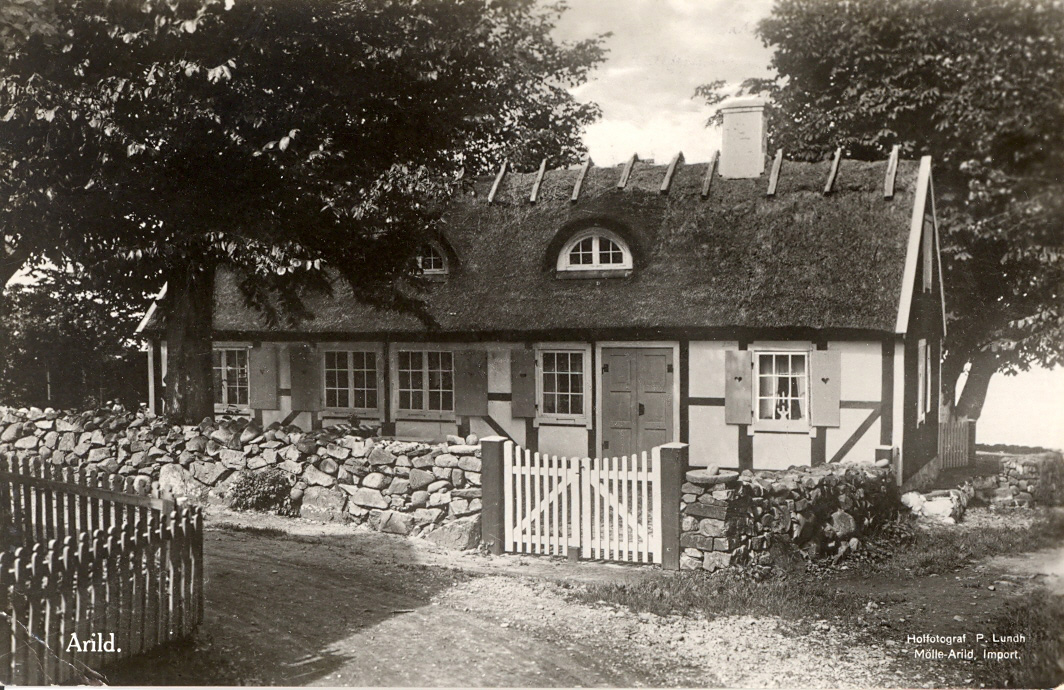
Korsvirkeshuset "Stugan" i Arild.

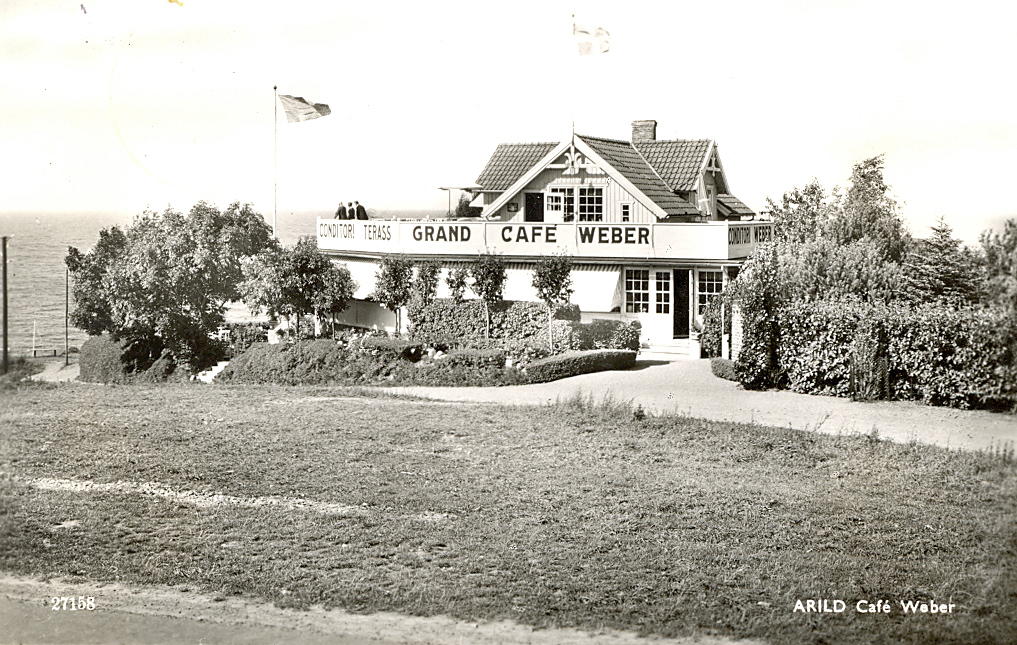
Grand Café Weber i Arild på 1940-talet.

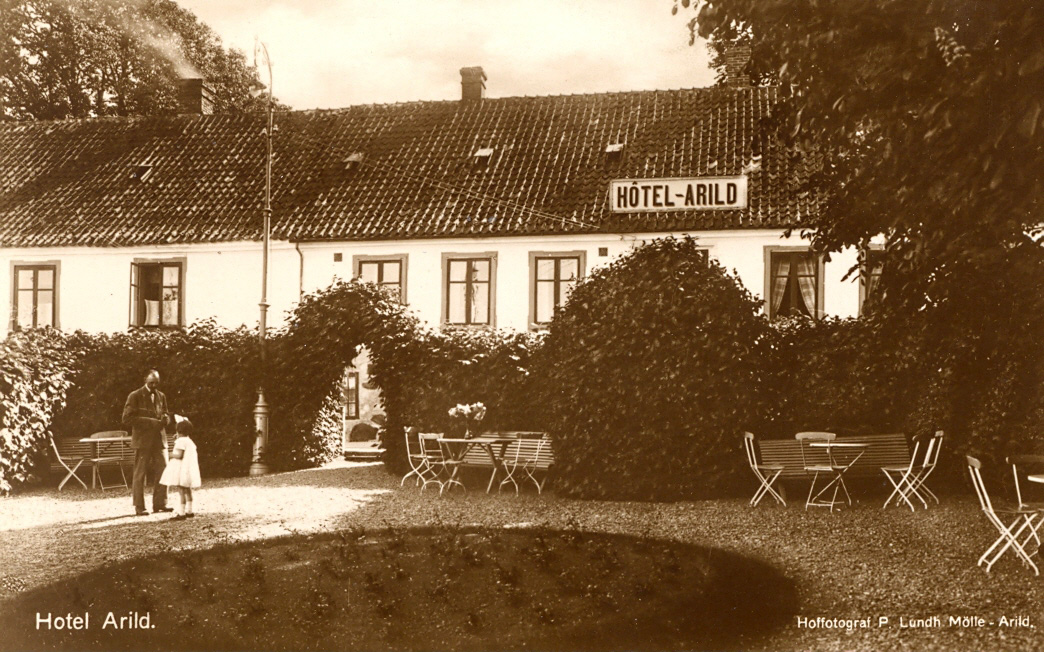
Hotel Arild, grundat 1892, idag Rusthållargården.

Arild är en tätort i Höganäs kommun i nordvästra Skåne län, belägen vid södra stranden av Skälderviken, vid foten av Kullaberg. Orten ligger i Brunnby socken. 
Byn låg ursprungligen i en halvcirkel vid stranden, med en skyddande skogsbrant i söder, och med Arilds kapell i mitten. Efter hand har bebyggelsen vuxit upp mot platån ovanför. Samhället är starkt terrasserat. Huvudgatorna går längs dessa terrasser, men gatunätet i övrigt är oregelbundet. Kuststräckan vid Arild utgör ett säreget landskap. Det är en klippkust med klapperstenshällar och raukliknande klippor.

## Ortnamnet
Namnet Arild, Hellijj Aruitz leje (ca 1524), kommer av personnamnet Arild. Under 1800-talet ersattes de lokala benämningarna Arildsläge eller Läget med Arild.
Till namnet är en legend knuten om Sankt Arild, mördad av sin styvfar. Hans kropp sägs ha flutit i land där byn Arild ligger idag. Ortnamnet har förändrats under årens lopp. Enligt en försäkran från sockenmännen i Brunnby och Jonstorp år 1508 hade Hellige Aruitz leye i Kuldenn förr tillhört Lundagård. Samhället kallades Hellig Arrildz leje år 1556 enligt ett kungligt brev. I Lunds stifts landsbok från år 1569 kan man läsa att Hele Arveds Leye var ett av två fiskelägen i Brundbye Sogn. Ett bytesbrev från år 1580 talar om kronans bodar på Helliaritz Leye. Vidare följer Her Artiz leye 1677, Arids Leye, Arilds Läye 1698 och Herr Arilds Läger på 1700-talet. Carl von Linné berättar i sin "Skånska resa" av år 1751 om Arillsläge. Därefter följer Arveds leje 1754, Arels lee och Arels läje på 1900-talet, Arildsläge 1917 och Arild 1929. Det var när ett postkontor inrättades på orten som ortnamnet Arild stadgades.

## Historia

### Fiskeläge
Under senare delen av medeltiden var Arild ett fiskeläge under ärkebiskopssätet i Lund. Samhället uppkom som fiskehamn till de omkringliggande byarna Stubbarp, Flundarp, Brunnby, Smedstorp och Rågåkra. Barbara Brahe, som var ägare till Krapperups slott och änka efter Stig Olufsen Krognos, förvaltade fiskeläget år 1475. Hon hade rätt att ta arrendeavgift, men redovisade till Lunds ärkestift. Periodvis har det också varit knutet till Stubbarp. Under medeltiden fick man inte bo i fiskeläget över vintern, men helårsbebyggelse kan ha förekommit från slutet av medeltiden. Efter reformationen i Danmark år 1536 blev Arild kronans egendom. Vid reformationstidens början kom det under guvernören i Helsingborg. År 1580 övertog ägaren till Krapperup, Mourids Clausen Podebusk, Arild som sedan blev arrendeby under slottet fram till sekelskiftet 1900. Arild hade år 1569 ungefär 40 hushåll, och denna siffra hade endast ökat till 48 år 1713, för att åter sjunka till 40 när Linné besökte platsen år 1749. Det var vid mitten av 1500-talet Kullens mest betydande fiskeläge.
Sillfisket var rikligt, och på 1500-talet lät de danska kungarna Kristian III och Fredrik II bevaka statens intressen med tullare och sillsaltare. Från utgjordes "hamnen" av kåser, d.v.s. iordningställda bås att dra upp båtarna i. Tretton sådana kåser fanns år 1841. Det fanns också en liten brygga för sniporna. Till hamnarmen som påbörjades 1841 användes Fålen och Märren, två stenblock i vattnet utanför kåserna.

### Turistort
Tack vare sitt vackra läge utvecklades Arild, tillsammans med det närliggande Mölle, till turistort. Redan år 1856 etablerades Hotell Mor Cilla, som drevs av "den allbekanta moran i Arild", fru Cecilia Andersson, kallad Mor Cilla, (f. Banck, 1826, d. 1913). Hotellet gästades av kung Oscar II den 16 augusti år 1894. Detta besök ledde till besök av flera kända gäster och kungligheter.
Senare grundade hotell var Hotell Arild (grundat 1892, idag kallat Rusthållargården), Troedssons pensionat (grundat 1904, idag Strand Hotell), Hotell Ungfeldt, Turisthotellet Kullen, och Semesterhemmet. Julia Lundgrens konditori, senare utvidgat till pensionat, startades 1911. På Julia Lundgrens pensionat bodde Ingmar Bergman med filmteam, när filmerna Gycklarnas afton och En lektion i kärlek spelades in år 1953 respektive 1954.
Ett välbesökt etablissemang var Grand Café Weber, etablerat 1926. Där ordnades också dansaftnar. Verksamheten på Webers upphörde år 2005. Till marknadsföringen av Arild bidrog hovfotografen Peter P Lundh, som förutom att ha ateljé i Höganäs och Mölle, även öppnade filial i Arild år 1907.
I Arild samlades en mer aristokratisk publik än i Mölle. Man ägnade sig åt promenader och sedesamt familjeliv. Det lär ha funnits sommargäster i Mölle som bad om en post restante-adress i Arild för att inte förknippas med synden på grannorten.

### Municipalsamhället
För orten inrättades 3 september 1915 Arilds municipalsamhälle i Brunnby landskommun. Municipalsamhället upplöstes 31 december 1965.

### Befolkningsutveckling
| Befolkningsutvecklingen i Arild 1960–2020 | Befolkningsutvecklingen i Arild 1960–2020 | Befolkningsutvecklingen i Arild 1960–2020 | Befolkningsutvecklingen i Arild 1960–2020 | Befolkningsutvecklingen i Arild 1960–2020 |
| ----------------------------------------- | ----------------------------------------- | ----------------------------------------- | ----------------------------------------- | ----------------------------------------- |
|                                           |                                           |                                           |                                           |                                           |
| År                                        |                                           |                                           | Folkmängd                                 | Areal (ha)                                |
| 1960                                      | 1960                                      |                                           | 261                                       |                                           |
| 1965                                      | 1965                                      |                                           | 254                                       |                                           |
| 1970                                      | 1970                                      |                                           | 232                                       |                                           |
| 1975                                      | 1975                                      |                                           | 295                                       |                                           |
| 1980                                      | 1980                                      |                                           | 323                                       |                                           |
| 1990                                      | 1990                                      |                                           | 356                                       | 82                                        |
| 1995                                      | 1995                                      |                                           | 625                                       | 142                                       |
| 2000                                      | 2000                                      |                                           | 569                                       | 144                                       |
| 2005                                      | 2005                                      |                                           | 537                                       | 144                                       |
| 2010                                      | 2010                                      |                                           | 522                                       | 145                                       |
| 2015                                      | 2015                                      |                                           | 713                                       | 330                                       |
| 2020                                      | 2020                                      |                                           | 735                                       | 327                                       |
|                                           |                                           |                                           |                                           |                                           |

## Samhället

### Hamnen i Arild
Den nuvarande hamnen började byggas 1841, och fick sin nuvarande utformning år 1926. Den stora hamnpiren förlängdes år 1934. Fyren sattes upp år 1958. I hamnen finns Ruffen, en samlingsplats för ortens båtfolk. Den utgörs av vrakgods från briggen Caspian of Whitby. Detta fartyg byggdes 1849, och förliste 1864 öster om Arild med en kollast. Besättningen kunde dock räddas.

### Bebyggelsen i Arild
De flesta av de äldre fiskarhusen ligger grupperade nere vid hamnen, medan bebyggelsen från början av 1900-talet ligger ovanför. Denna avviker markant i stil från de äldre husen.
Av fiskarstugorna kan många vara flera hundra år gamla. Ett sådant är Mor Annettes hus på Vallen, namngivet efter Annette (d. 1947), på vilket man funnit årtalet 1616 ingraverat på en bjälke. Mellan hamnen och Strandhagen ligger tre gamla fiskarhus, kallade Lillstugan, Stugan och La Chaumière. Den västligaste fiskarstugan i Arild är Blomkulla, som ligger vid Strandhagen. Åt öster finner man Fula Johannas hus ("ful" har bildats efter danska fugl, vilket betyder "fågel"). Vidare Gammelgården, som har årtalet 1721 inhuggit i en bjälke. Vid hamnen finner man kaptensgårdarna Nils Larssons, Per Lundhs, Hemgården och Selma Åkermans.
I Arild ligger Arilds kapell, Skånes enda bevarade fristående kapell från medeltiden. Konstnären Gisela Trapp lät 1921 bygga en kopia av Arilds kapell i sin trädgård vid Villa Arildshus. Det nya kapellet kallas Katolska kapellet och är utsmyckat med målningar av Trapp.

### Badplatser

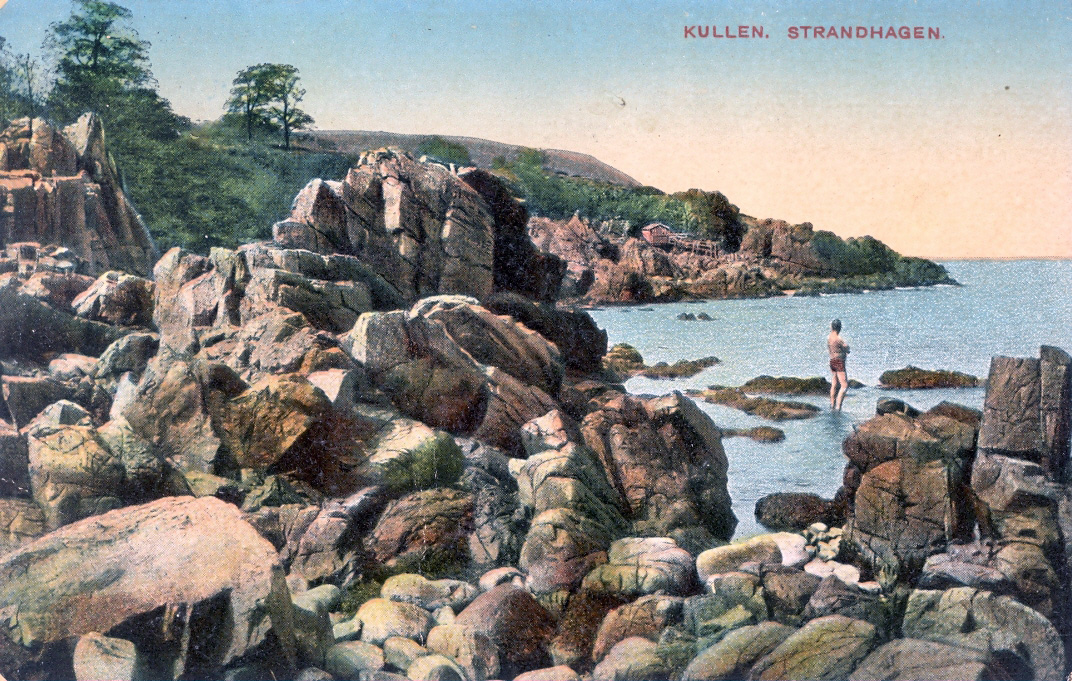
Badplatsen Strandhagen vid Arild.

Flera badplatser finns i anslutning till Arild Svensnäset ligger nedanför det tidigare Webers Café. Något västerut från Svensnäset ligger Svensmalen med Arildsstenen. Österut mot Klötet ligger Svarta hallar. Åt väster räknat från hamnen ligger Gäreshallarna, Tussan, Strandhagen, Korshallen (med Arilds källa), Röda hallar och Tånga hallar. Badplatserna domineras av klippor och sten. Närmaste sandstrand är Strandbaden som ligger på andra sidan Kullen.

### Sportdykning
Arild är även ett populärt dykmål för sportdykare. Botten består framförallt av sten med riklig förekomst av blåstång. Många arter vanliga på västkusten återfinns här såsom krabbor och brännmaneter. Framförallt under våren finns god möjlighet att påträffa nakensnäckor.

## Omgivningar
Under sommaren är Arild en populär sommarby med aktiviteter som golf (i S:t Arild GK), fiske, tennis (Arilds TK), segling (Segelklubben Sjöhästen) och dykning. I Arild finns två näringsställen, nämligen Rusthållargården och Strand krog.
Arild ligger vid naturreservatet Kullabergs sydöstra ände. På Kullaberg finns ett nät av vandringsstigar, med vilka man bl.a. kan nå hembygdsgården Himmelstorp, Håkull - Kullabergs högsta punkt, Kullagården och Kullens fyr. Sydväst om Arild, uppe på åsarna, ligger herrgårdarna Stubbarp och Balderup. 1100-talskyrkan Brunnby kyrka ligger 2 km söder om Arild.
Utmed Skäldervikens strand, något österut, ligger lågravinen och strandmalen Klötet och Nabbens naturreservat. En vandringsstig leder genom Nabben till Skäret, där man bl.a. finner Flickorna Lundgrens kaffeservering samt restaurangen Rut på Skäret. På stranden några kilometer västerut ligger konstverket Nimis.

## Konstnärer och författare

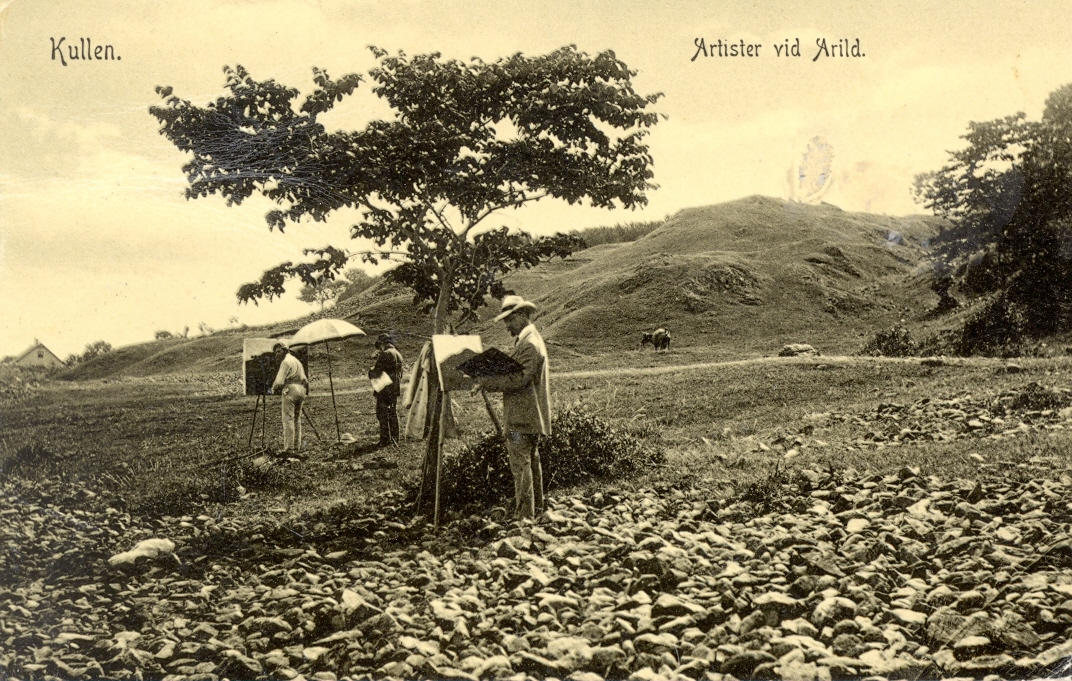
Konstnärer vid Arild, ca år 1905.

Under mitten av 1800-talet upptäcktes Arild av konstnärer, men den stora tillströmningen skedde under senare delen av 1800-talet. Man fängslades av ljuset från havet, den intressanta bymiljön med dess fiskarbefolkning, och omgivningarna. En av de första som upptäckte Arild var den norske målaren Adolph Tidemand. Något senare kom danskarna Carl Frederik Sørensen, Viggo Pedersen och P.S. Krøyer. Viggo Pedersen grundade en målarskola i Arild. Utställningar hölls varje sommar.
Bland svenska konstnärer som var aktiva i Arild kan nämnas Gustaf Rydberg, Elisabeth Keyser, Axel Nordgren, Alfred Wahlberg, Georg von Rosen, Gustaf Cederström, Carl Skånberg, Nils Kreuger, Fritz von Dardel, Einar Jolin, Olof Krumlinde, Isaac Grünewald, Natanael Beskow, Richard Bergh, Herman Österlund och Prins Eugen. De kunde på Kullaberg dra fördel av ett särskilt starkt sommarljus som påminde om Skagens.
Flera författare har också vistats i Arild på somrarna. Gustaf af Geijerstam skrev bl.a. Karin Brandts dotter under sin vistelse i Arild 1904. Andra författare som haft sommaradress i Arild är Carl David af Wirsén, Albert Ulrik Bååth, Axel Lundegård, Marika Stiernstedt och Anders Österling. Den sistnämnde skrev dikten Åter till Arkadien som en hyllning till Arild och Kullabygden. Två danska kompositörer var gäster på Strand Hotell, Rued Langgaard och Carl Nielsen. Den senare bodde på Strand Hotell under sommaren 1907.

## Bildgalleri

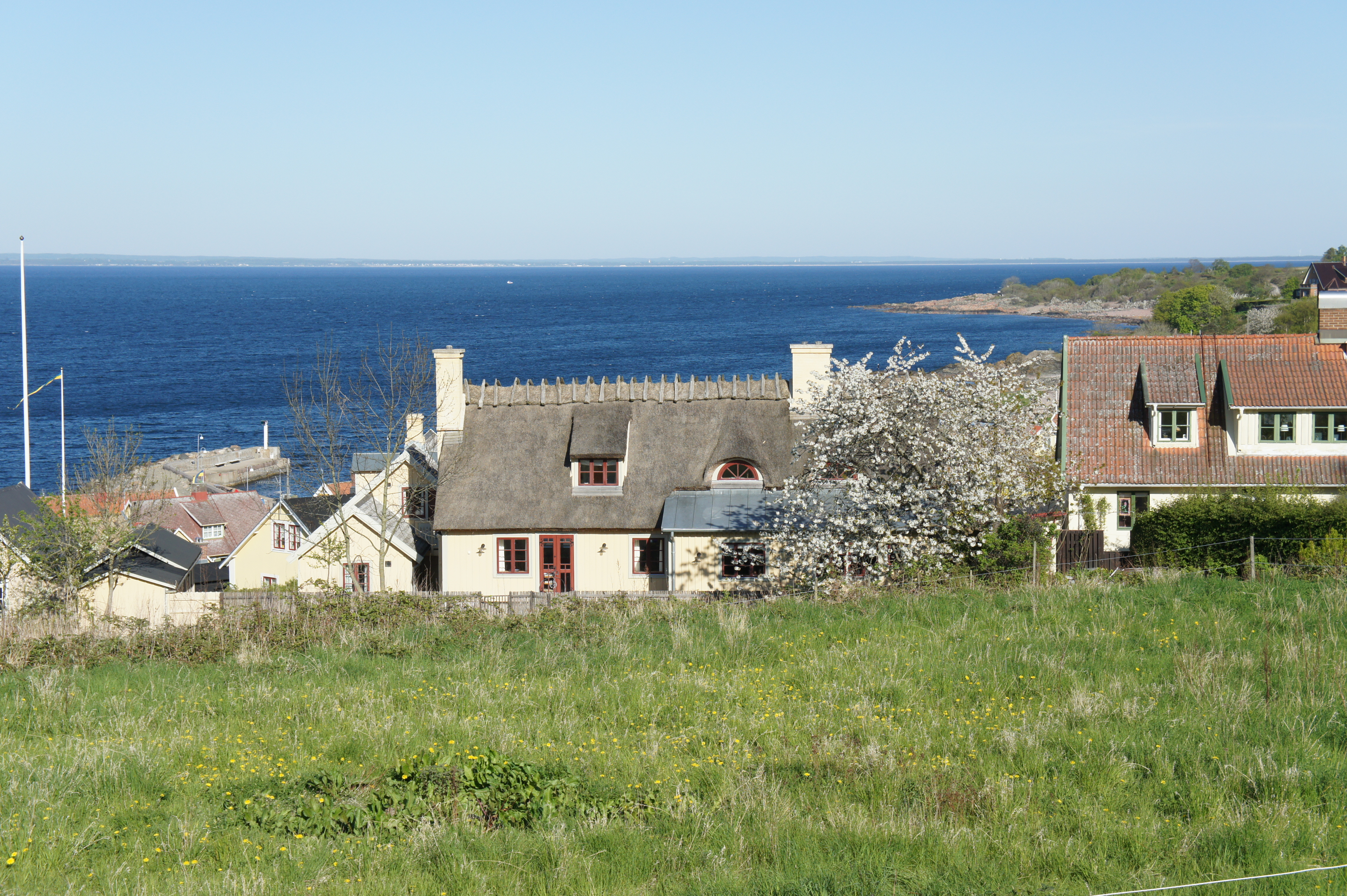
Arild med Skälderviken i bakgrunden.
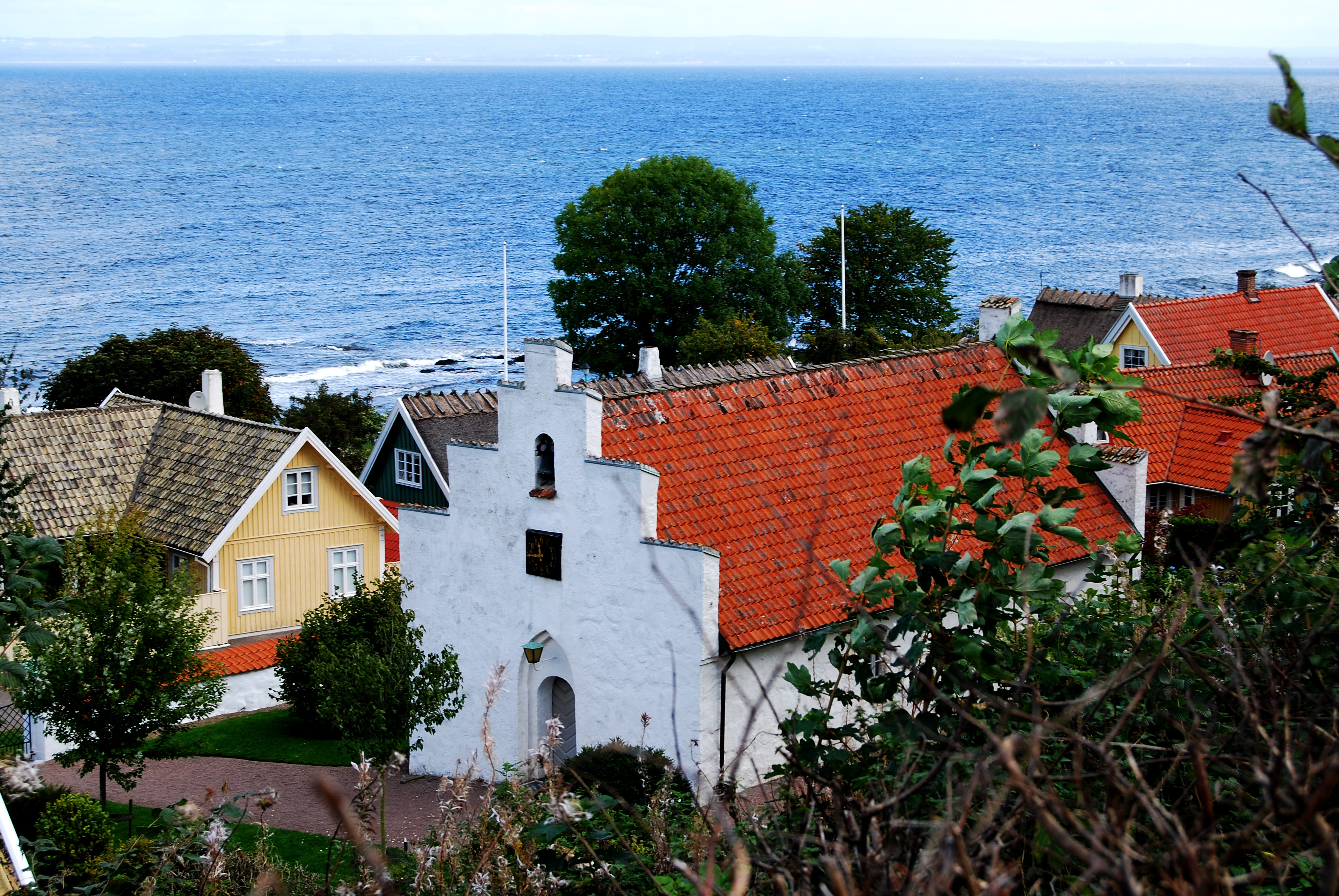
Arilds kapell.
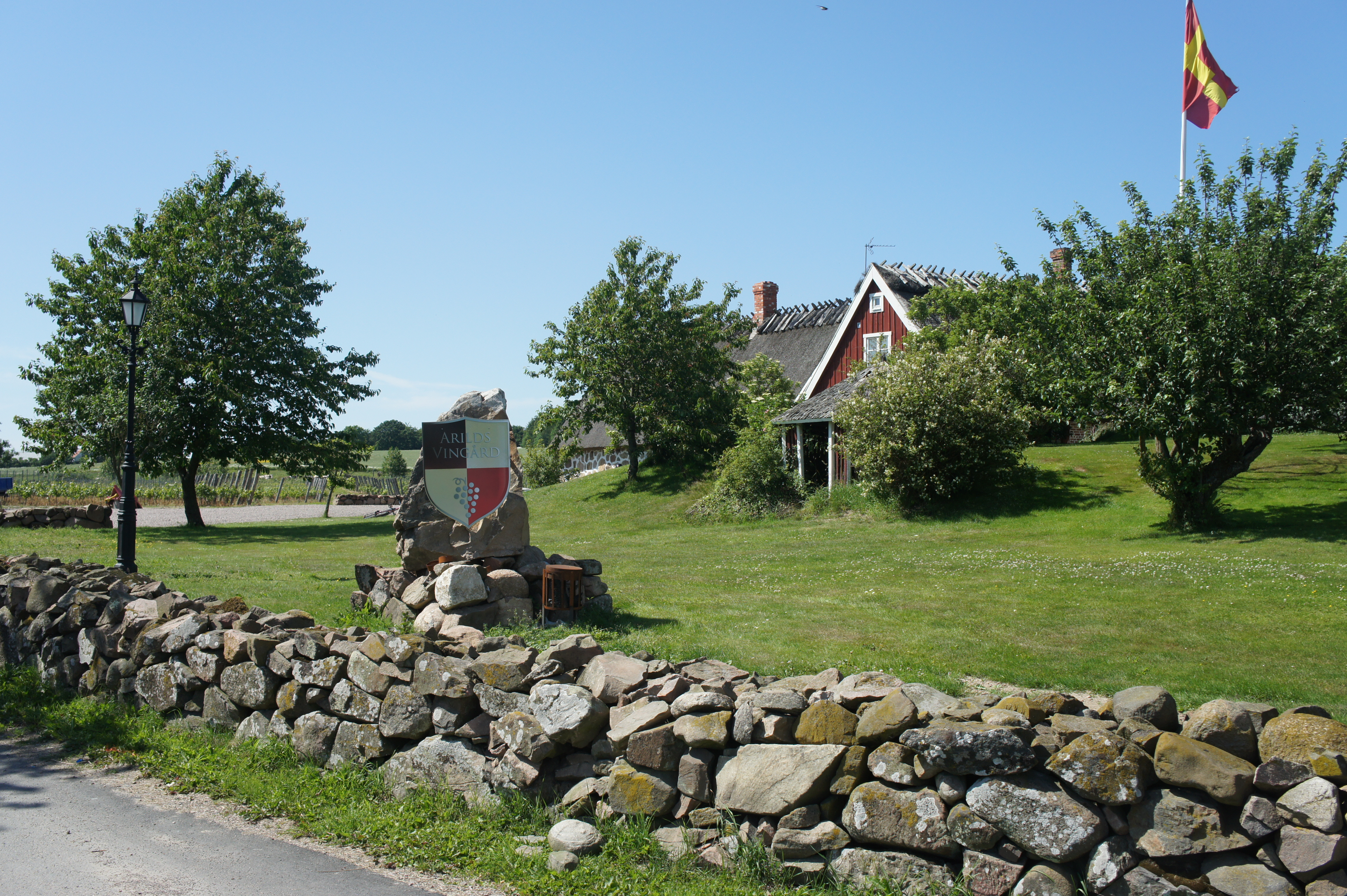
Arilds vingård.
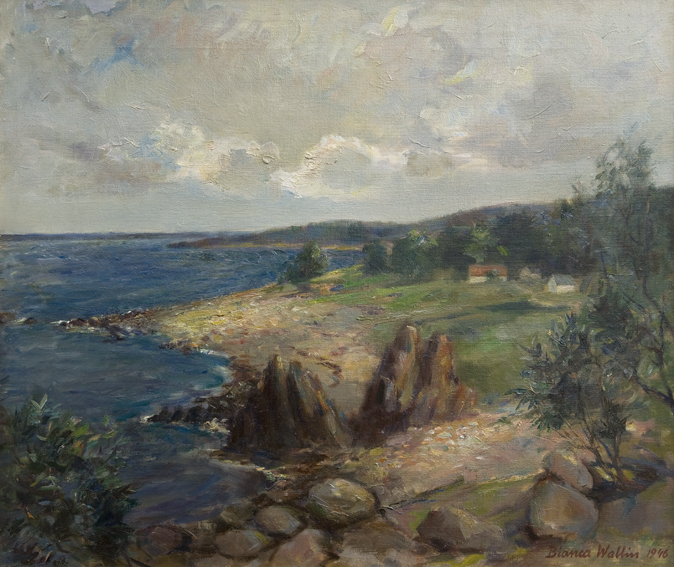
Bianca Wallin: Kustlandskap med klippor i Arild, Skåne, 1946